# Yeni-Kale

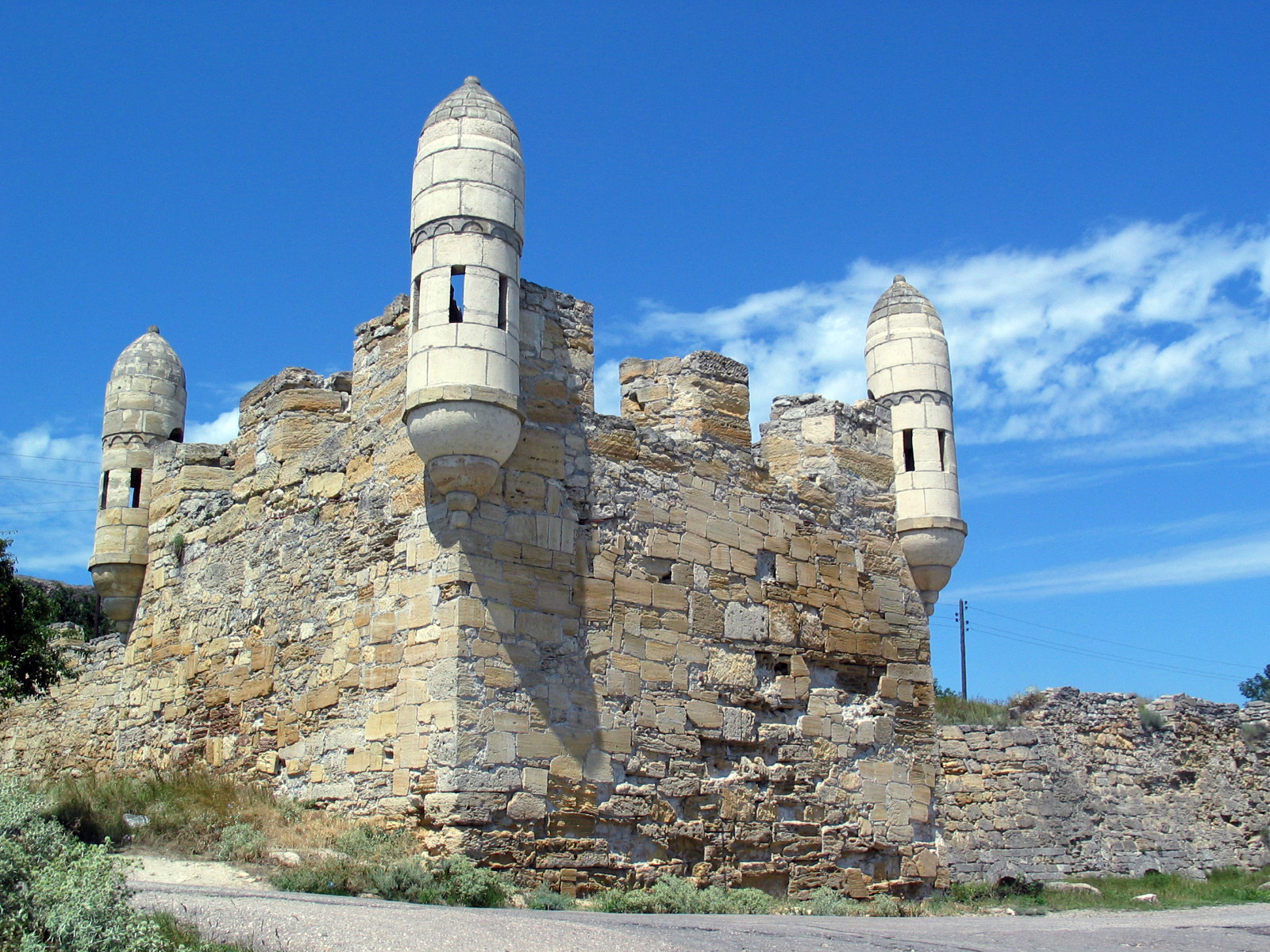
Fortaleza de Yeni-Kale, Querche

Yeni-Kale (em russo:  Еникале, transl. Enikale; em ucraniano:  Єні-Кале, transl. Ieni-Kale; em tártaro da Crimeia:  Yeñi Qale; em turco:  Yenikale; também escrito Yenikale, Eni-Kale e Enikale) é uma fortaleza na costa do estreito de Querche, na cidade de Querche, Crimeia.

## História
O nome "Yenikale" significa "Novo Castelo" em turco e em tártaro (yeni - novo, kale - castelo). Durante a Antiguidade, no local onde agora está a fortaleza, estava a cidade grega de Partenon. Na Idade Média (a partir do século XIII) havia uma colónia da República de Génova, que no final do século XV passou para a posse do Império Otomano.
Yeni-Kale foi construído pelos turcos otomanos entre 1699 e 1706 na península de Querche que pertencia ao canato da Crimeia. A fortaleza foi construída sob a orientação de Goloppo, que era um italiano convertido ao Islão. Vários engenheiros franceses também intervieram da construção.
Yeni-Kale estava armada com canhões poderosos e era um importante lugar estratégico na costa do estreito de Querche. A fortaleza ocupava uma área de 25 000 m² e contava com dois paióis de pólvora, arsenal, reservatório de água, casas de convivência, balneário e mesquita. Cerca de 800 soldados turcos e 300 tártaros da Crimeia foram guarnecidos em Yeni-Kale. O ponto fraco da fortaleza era a falta de água potável na área, por isso foi feita uma tubulação subterrânea de água para trazer água de uma fonte localizada a vários quilómetros da fortaleza. Yeni-Kale também serviu como um grande mercado de escravos e como residência do paxá.
Durante a Guerra Russo-Turca de 1768–1774, o exército russo invadiu a Crimeia no verão de 1771. Embora os reforços do Império Otomano tivessem chegado antes, os turcos decidiram abandonar Yeni-Kale. Unidades russas sob o comando do general Nikolay Borzov entraram na fortaleza em 21 de junho de 1771. Abaza Muhammad Pasha, que era o comandante de Yeni-Kale, fugiu para Sinope e o sultão condenou-o à morte pelo número de fracassos militares.
Após o tratado de Küçük-Kainarji em 1774, Querche e a fortaleza de Yeni-Kale foram cedidos à Rússia. A fortaleza tornou-se parte do município de Querche-Yenikale da província de Táurida.
No século XIX, a fortaleza foi usada pelos russos como um hospital militar. Desde a década de 1880, Yeni-Kale ficou completamente abandonado.
Yeni-Kale recebeu o estatuto de monumento arquitetónico protegido pelo Governo da Rússia em 2015 e hoje as ruínas da fortaleza são frequentemente visitadas por turistas. O distrito vizinho de Querche também tem o nome de Yeni-Kale.

## Galeria

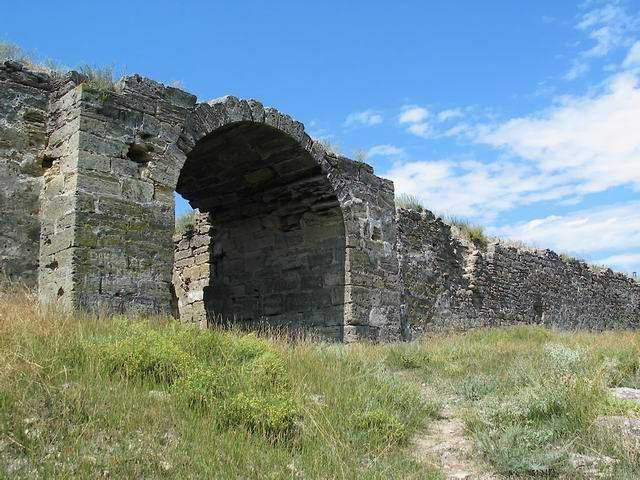
Muro norte de Yeni-Kale
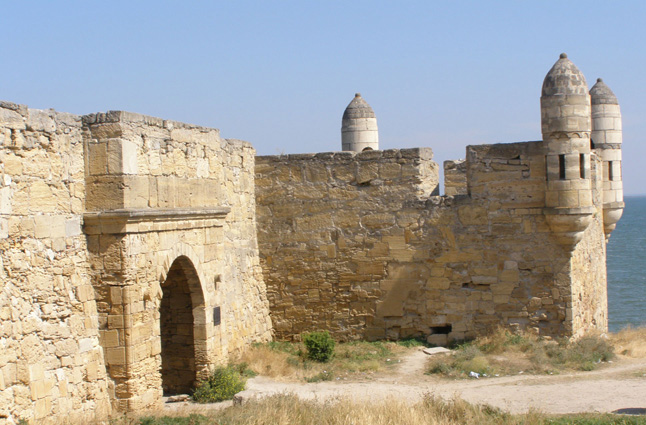
Portão sul da fortaleza
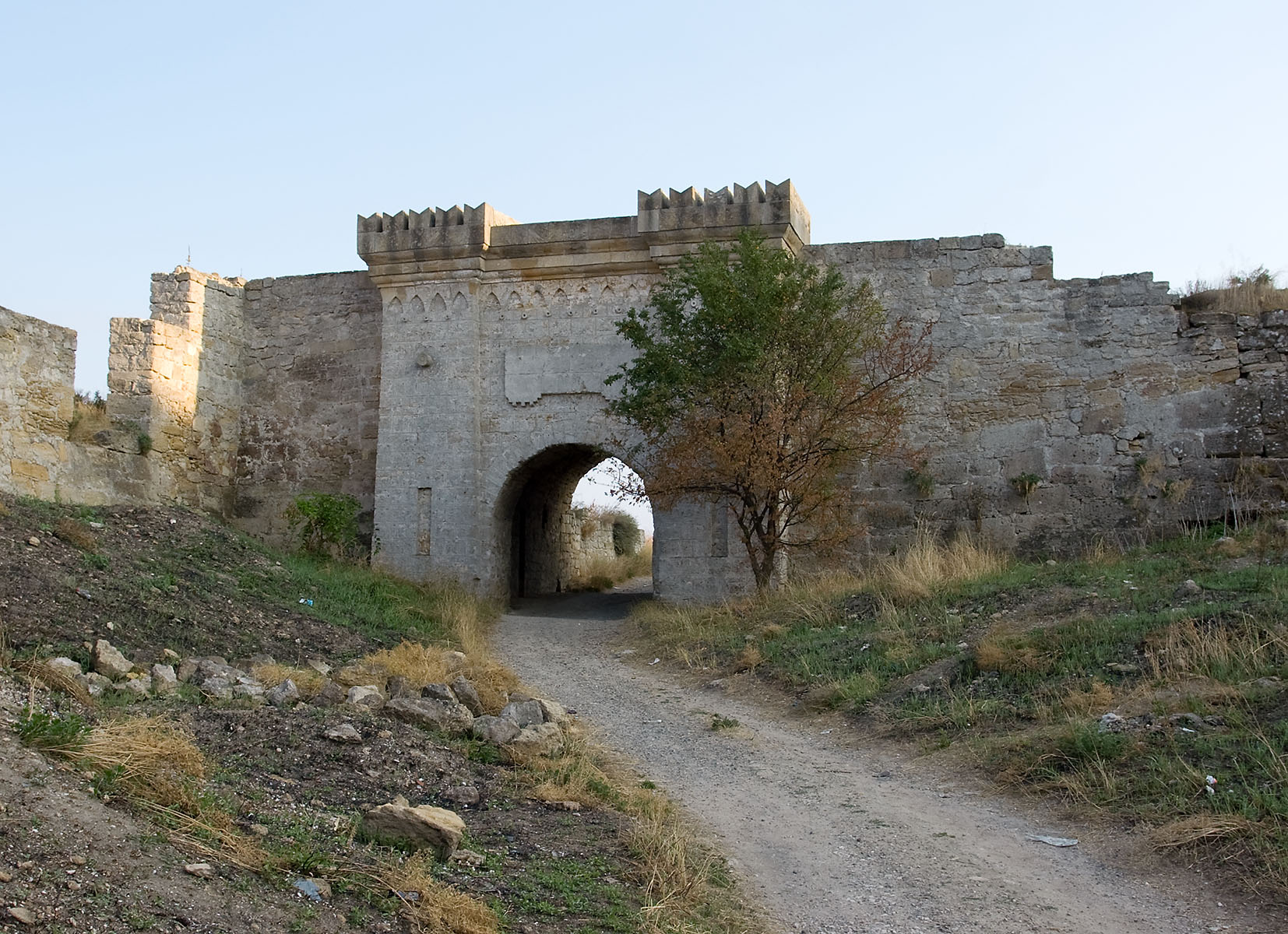
Portão leste da fortaleza
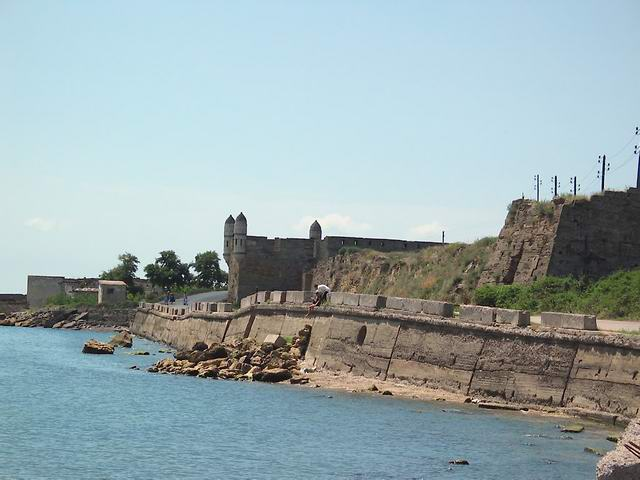
Litoral de Yeni-Kale